# Central hidroelèctrica de Sant Maurici
La central hidroelèctrica de Sant Maurici està situada a la localitat d'Espot, a la comarca del Pallars Sobirà. És la primera central hidroelèctrica d'una cadena de dues que aprofita els cabals de les valls del rius Escrita i Peguera. És una central de derivació d'aigües de llacs represats. La sortida d'aigües és al riu Escrita.
La funció de la central de Sant Maurici és la producció d'energia hidroelèctrica.
Tots els embassaments de la central i bona part de les conduccions d'aigua estan dintre del Parc Nacional d'Aigüestortes i Estany de Sant Maurici.
L'edifici principal allotja les turbines, els alternadors i els elements de regulació i control de la central hidroelèctrica de Sant Maurici, i en el seu exterior hi han ubicades les unitats de transformació i de sortida de línia.
L'edifici, així com l'embassament, canonades, equips de transformació i obres auxiliars, fou construït per l'empresa Hidroelèctrica de Catalunya i posat en servei l'any 1954. La central actualment és propietat d'Endesa, filial de la societat italiana Enel.

## Concessions hidroelèctriques
El 8 de maig de 1906 es va atorgar a Emili Riu i Periquet la concessió de dos salts del riu Escrita. Una en la que es derivaven 900 litres d'aigua del riu Escrita fins a una central a Espot i la segona on es derivaven 1.200 litres d'aigua entre un barranc per sota el poble i el Noguera Pallaresa. L'arquitecte Francesc Lamolla i Morante va fer el "Proyecto de unificación de los saltos del río Espot entre el lago de San Maurici y el pueblo de Espot", datat a Lleida l'u d'octubre de 1908.
L'any 1911 Catalana de Gas i Electricitat només tenia la concessió d'aprofitament hidroelèctric del riu Essera, a l'Aragó, mentre que els seus competidors Energia Elèctrica de Catalunya i Riegos y Fuerzas del Ebro havien acumulat concessions que els permetien construir més centrals hidroelèctriques. Volent recuperar el temps perdut, va iniciar una política molt activa de compra de concessions hidroelèctriques.
El gener de 1914 es va formalitzar la compra a Emili Riu per part de Catalana de Gas i Electricitat de la concessió dels salts, juntament amb altres de la conca alta del Noguera Pallaresa (vall d'Àneu i Llavorsí). El 1943 es va anul·lar la unificació dels salts.
Anys més tard Catalana de Gas i Electricitat traspassaria les dues concessions a la seva filial, Hidroelèctrica de Catalunya. La captació d'aigua de la vall de l'Escrita aigües amunt del poble d'Espot de la central hidroelèctrica d'Espot es basaria principalment en la concessió que derivava 900 litres d'aigua del riu Escrita fins a una central a Espot. La segona concessió seria la base del Salt d'Espot de la central hidroelèctrica d'Espot.

## Construcció
La central hidroelèctrica va ser inaugurada el 1954 després de més de tres anys de treballs. Hi van treballar uns 400 persones, la gran majoria peons de fora de la comarca. Com en altres construccions hidroelèctriques del Pirineu, en la major part dels casos els obrers es van desplaçar sense les famílies, s'havian d'allotjar en barracons i, més excepcionalment, en quadres o altres espais auxiliars que es llogaven com a habitatges temporals. Els habitatges es trobaven al municipi d'Espot.
La població local es va mantenir en general al marge de l'execució directa dels treballs. No obstant això, aquests van acabar tenint una gran incidència en la vida local atès el nombre de persones implicades en tasques complementàries i els serveis necessaris per atendre l'estada temporal d'un contingent tan nombrós de gent. Molts veïns van participar en el transport de materials (arena, ciment, aigua) fins als llocs on es feien les obres. Per altres (com el ferrer) els treballs van incrementar notablement la demanda dels seus serveis i, durant alguns anys, van arribar a proporcionar la major part dels encàrrecs. A la fi de l'obra, tot el contingent de treballadors que s'havia instal·lat a Espot se'n va anar.

## Explotació de la central
Durant els primers anys de funcionament de les centrals hidroelèctriques de Sant Maurici, Lladres i Espot hi havia permanentment operaris, allotjats a la vora de les preses (als estanys de Sant Maurici, Lladres i Negre), els quals s'encarregaven de regular manualment el cabal de l'aigua segons les instruccions procedent de la companyia elèctrica i que rebien per telèfon. Els operaris formaven brigades per parelles, i treballaven en torns de dues setmanes. Com els contractats era gent del país, la resta de temps es dedicaven a mantenir les seves explotacions agrícoles i ramaderes.
Altres empleats de la companyia treballaven com a operadors o maquinistes a l'interior mateix de les centrals (on es feien tres torns de vuit hores) o feien tasques de manteniment. Des dels anys vuitanta del segle xx les centrals es van automatitzar i l'empresa va jubilar la major part de la plantilla. Avui, les centrals del municipi ja no tenen personal fix i amb uns pocs empleats n'hi ha prou per a les tasques de supervisió i manteniment de totes les instal·lacions de la comarca.

## Components de la central

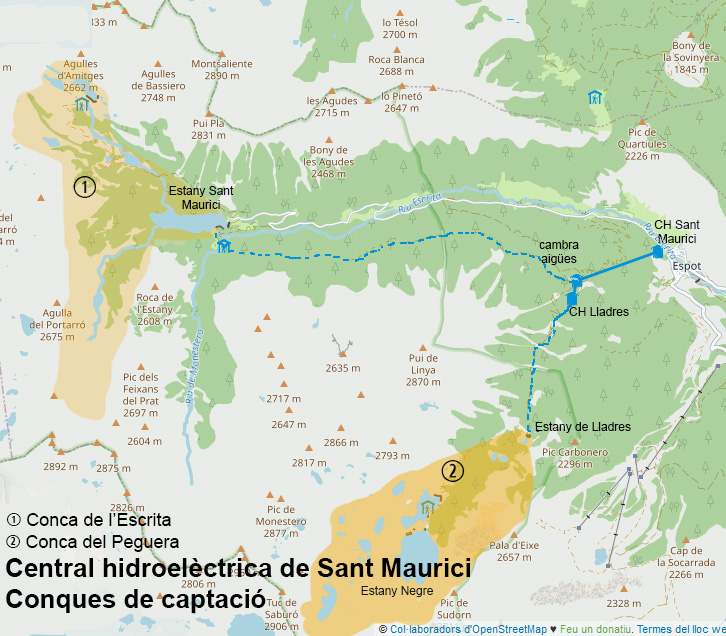
Esquema de les conques de captació d'aigua

### Conques de captació d'aigua i canalització
La conques de captació de la Central hidroelèctrica d'Espot son dues: la vall de l'Escrita i la del Peguera. L'alimentació de la cambra de càrrega del Salt de Sant Maurici té forma de Y, rebent aigua de les dues conques. En un braç l'aigua procedeix de l'estany de Sant Maurici i l'altre braç de la canalització procedent de la capçalera de la vall de Peguera.
- Capçalera de la vall de l'Escrita. La superfície de la conca hidrogràfica és de 28,28 quilòmetres quadrats.[8] Recull l'aigua de la vall de Ratera (on es represà l'estany Gran d'Amitges[9] i altres), la Coma d'Aiguabella (el Portarró d'Espot) així com de les de Monestero i Subenuix, i es concentra a l'estany de Sant Maurici (1.900 metres d'altitud) que està represat 18 metres.[10] De la presa de Sant Maurici surt la canalització soterrada de 6,5 quilòmetres de longitud que transcorre sota un camí de serveis fins a la cambra de càrrega (1.892,5 metres d'altitud) del Salt de Sant Maurici. Cal mencionar que en el camí hi han diversos túnels que han col·lapsat, fent impracticable el pas de persones.

- Capçalera de la vall de Peguera. Originalment l'aigua procedent de la capçalera de la vall de Peguera es concentrava a l'estany de Lladres (2.023 metres), llac represat per la Presa de la Font Grossa. D'aquí surt una canalització soterrada de 2 quilòmetres de longitud[10] pel vessant esquerre de la vall, i travessant la carena que separa la vall de Peguera de la vall de l'Escrita, arriba al Salt de Lladres (2.012 metres). El salt té un desnivell de 125 metres, i la seva longitud és de 216 metres. De la central de Lladres (1.890,50 metres) surt una canalització que porta l'aigua cap el Salt de Sant Maurici (1.884 metres).

L’any 2012 es va eliminar eliminat la línia elèctrica que, des de la central hidroelèctrica d’Embaiasse o de Lladres, transportava l'electricitat fins a la casa de vàlvules de l'estany Negre de Peguera. Amb aquesta actuació, el bombeig de la Font Grossa es quedava sense energia elèctrica i per tant sense utilitat. Per aquest motiu es va procedir a desmantellar la presa de la Font Grossa.

### Salt de Sant Maurici

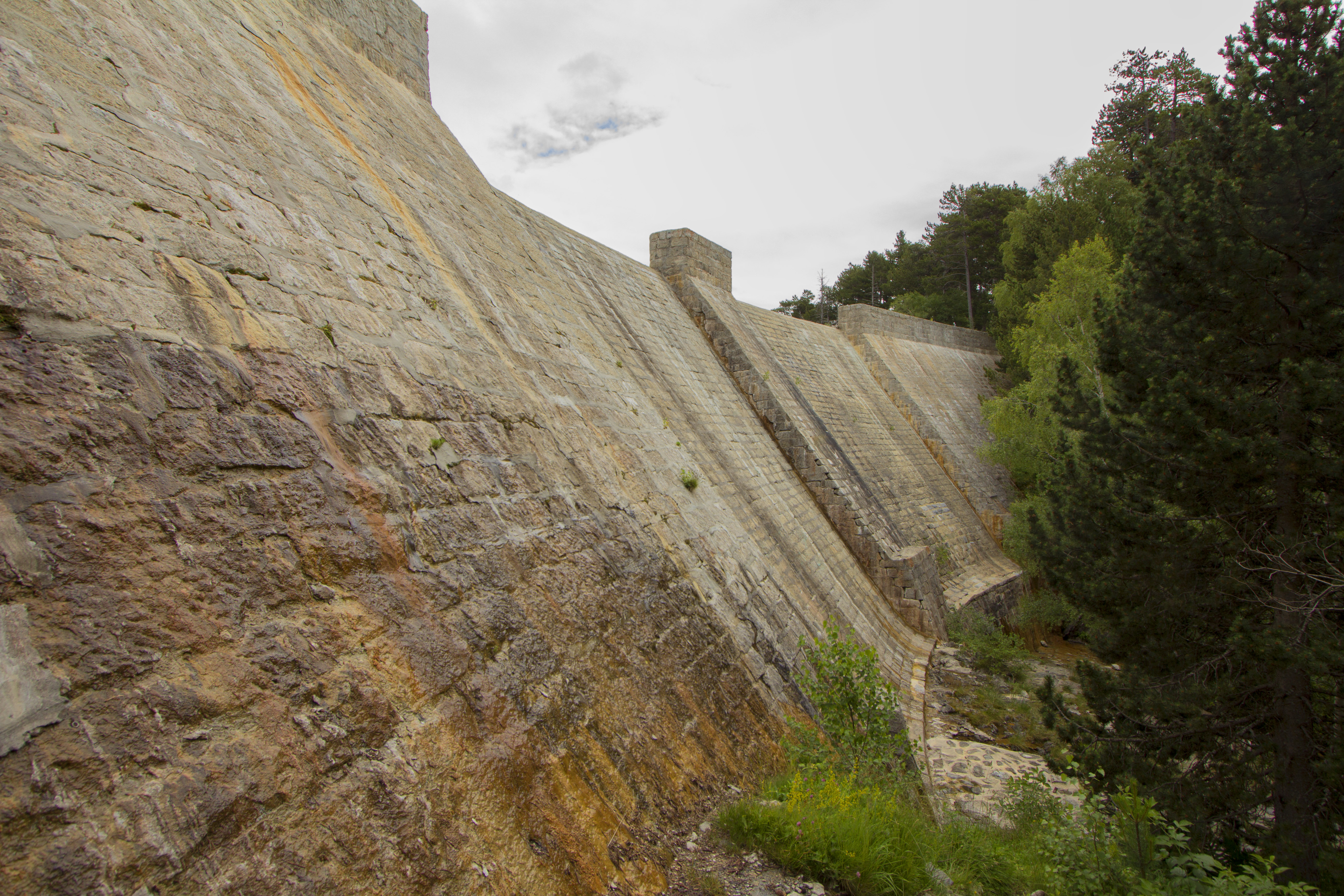
Presa a l'estany de Sant Maurici

El dipòsit regulador de la cambra de càrrega del Salt de Sant Maurici rep l'aigua de la canalització procedent de la presa de Sant Maurici, per tot seguit rebre la canonada procedent de la central de Lladres. El desnivell del salt de Sant Maurici és de 550 metres, una longitud de 1.200 metres i un cabal d'aigua de 3,3 meres cúbics per segon. Les canonades soldades foren fabricades per l'empresa La Maquinista Terrestre i Marítima en els seus tallers de Barcelona.
Es va construir una segona canonada que surt del Salt de Sant Maurici per descendir cap a la vall del Peguera fins a arribar al riu a una altitud de 1.425 metres, per seguir-lo per l'esquerra i anar a raure a la central de Sant Maurici.

### Generació
L'edifici de la central de Sant Maurici es troba a la localitat d'Espot i allotja les turbines, els alternadors i els elements de regulació i control.
L'aigua que baixa per la canonada forçada permet generar energia elèctrica a través de tres grups generadors idèntics ubicats a la sala de màquines de la central. En origen cada grup té una turbina Pelton d'eix horitzontal, originalment amb una potència màxima de 4,85 MW, construïda per l'empresa Neyrpic Española, S.A.
Un cop l'aigua ha estat turbinada va a raure al riu Escrita, on serà turbinada una altra vegada a la central d'Espot.

## Transformació i transport
Els transformadors de l'estació son a l'exterior, just al costat de l'edifici de la central. La tensió de sortida a la xarxa és de 110 KV. L'electricitat viatja a la subestació elèctrica situada al costat de la central hidroelèctrica de Llavorsí per mitjà d'una línia d'alta tensió, on s'integra a la xarxa estatal.

## Resum característiques i producció

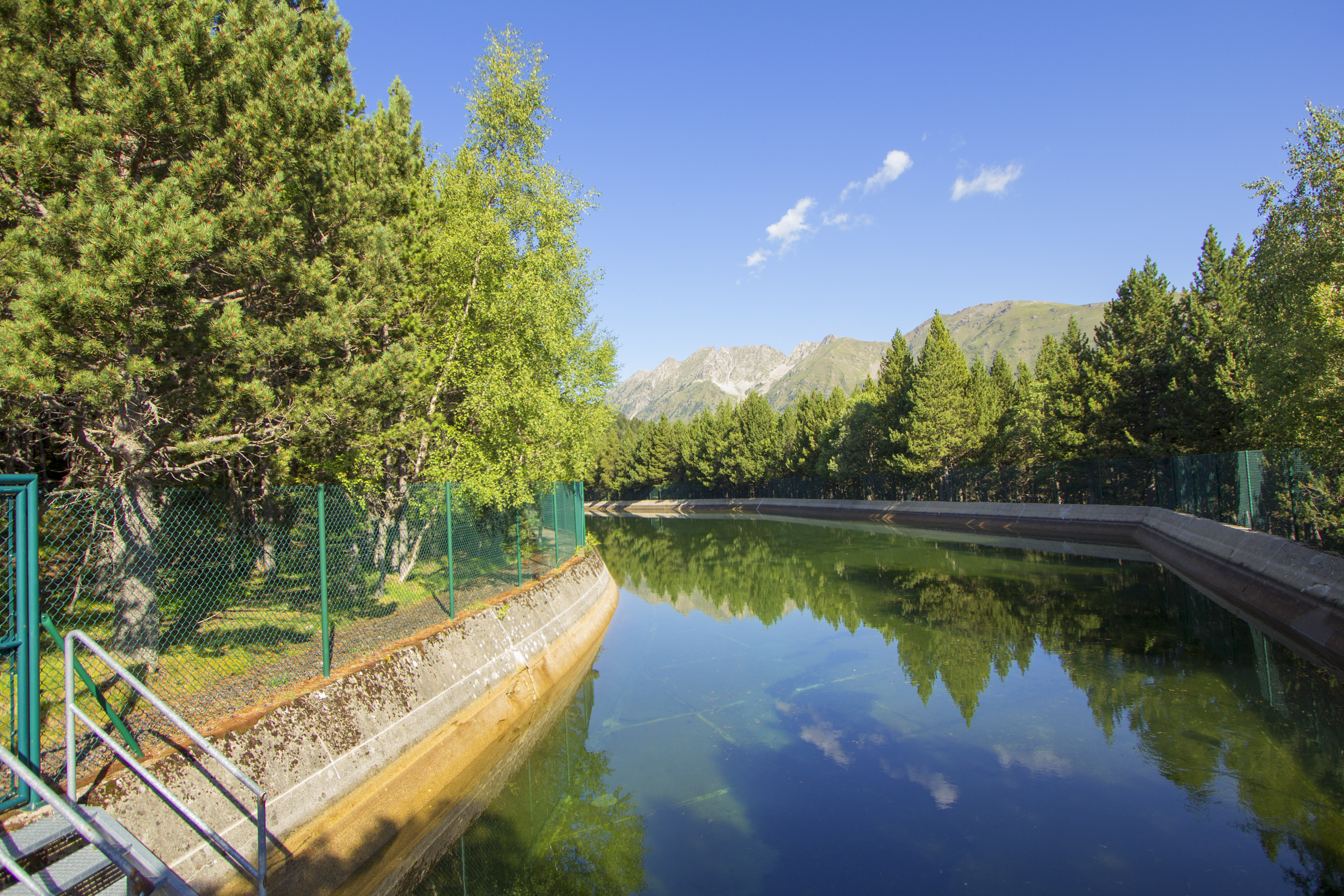
Dipòsit regulador de la cambra d'aigües del salt de Sant Maurici

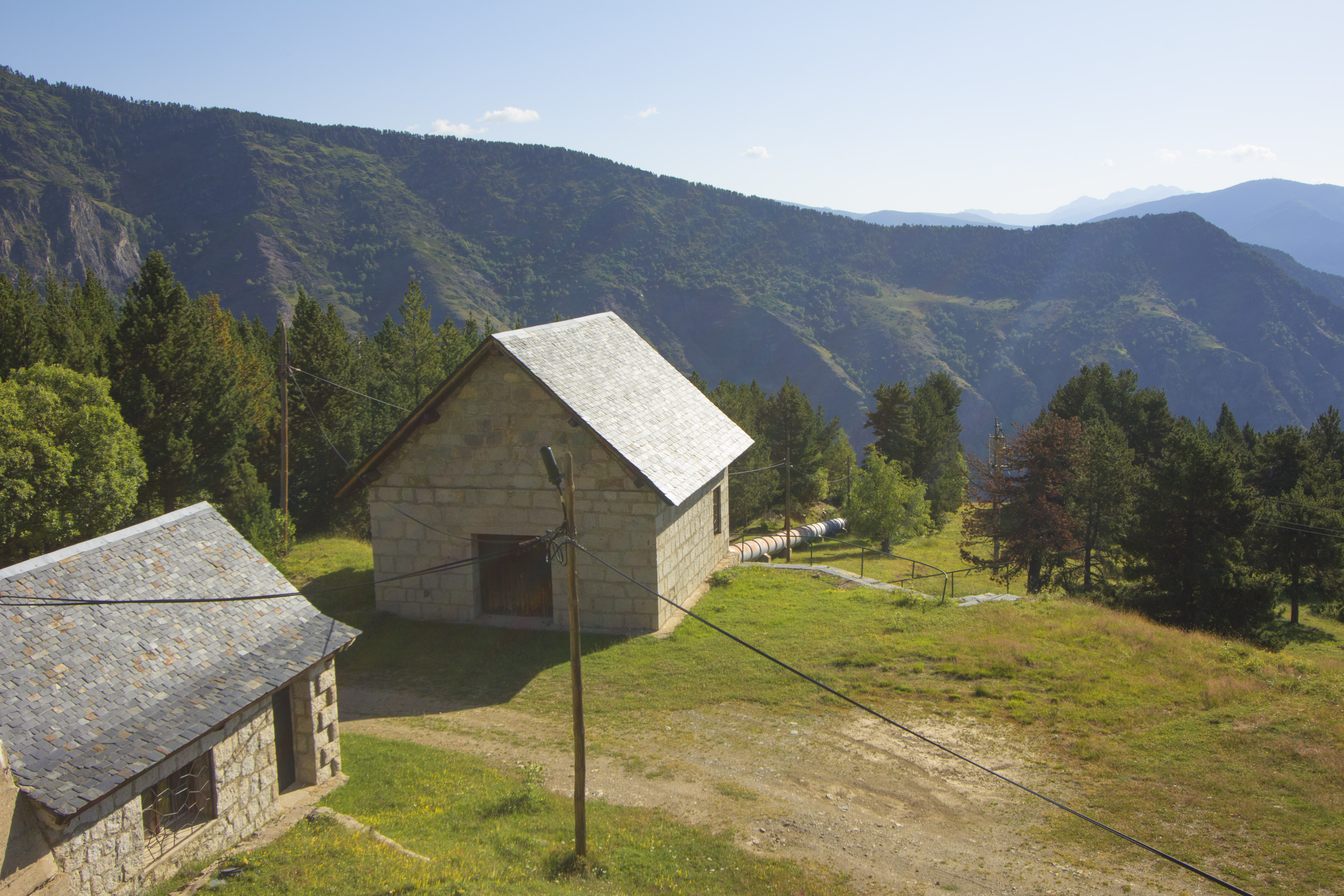
Cambra d'aigües i inici canonada forçada del salt de Sant Maurici

|                               | Central Hidroelèctrica de Sant Maurici |
| Any posada en marxa           | 1954                                   |
| Construïda per                | Hidroelèctrica de Catalunya            |
| Operada per                   | Endesa                                 |
| Salt                          | Sant Maurici                           |
| Altitud                       | 1.884,00 metres                        |
| Desnivell                     | 550,00 metres                          |
| Longitud canonada forçada     | 1.200,00 metres                        |
| Cabal d'aigua nominal         | 3,3 metres cúbics/segon                |
| Sala de màquines              |                                        |
| Altitud                       | 1.338,41 metres                        |
| Nombre de grups               | 3                                      |
| Turbines per grup             | 1 turbina Pelton d'eix horitzontal     |
| Potencia instal·lada per grup | 4,85 MW                                |
| Potència instal·lada total    | 14,55 MW                               |
| Producció mitja total anual   | 35,5 GWh                               |

## Mesura d'eficiència

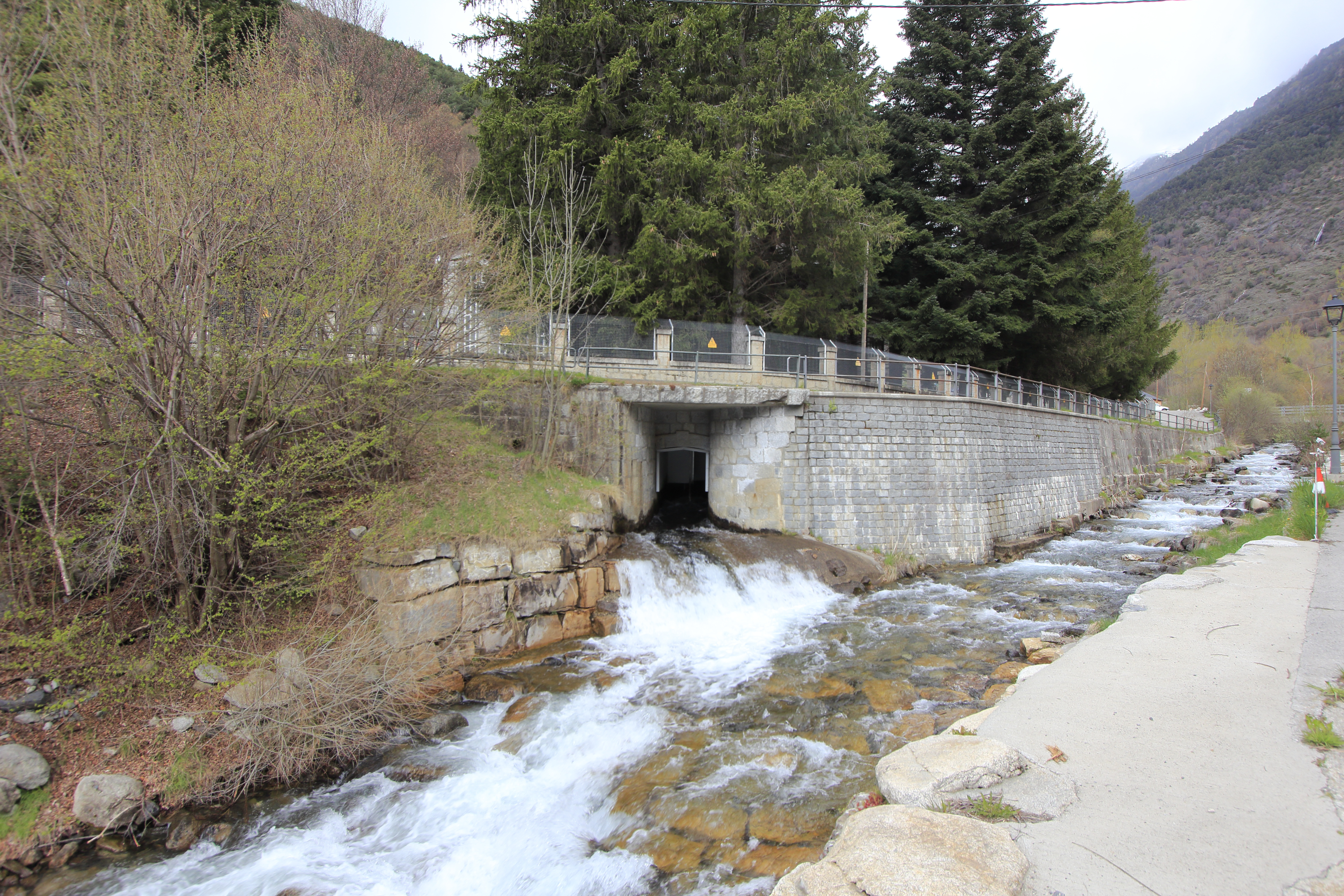
Sortida de les aigües de la central al riu Escrita

A partir de les dades de característiques tècniques i producció de cadascuna de les centrals, es poden obtenir indicadors de l'eficiència.
|                      | Central Hidroelèctrica de Sant Maurici |
| Mesures d'eficiència |                                        |
| Potència mitja anual | 4,05 MW                                |
| Factor de planta     | 0,2785                                 |

El factor de planta proporciona un indicador de l'eficiència en la producció d'energia. La tendència en el disseny de les centrals hidroelèctriques és que operin com a plantes per pics o puntes, entrant en operació durant les hores de major demanda d'energia en el sistema elèctric. Per a això cal una gran capacitat instal·lada, atès que durant aquestes hores el sistema elèctric necessita aquesta potència. Un altre factor que afecta molt aquest indicador és la disponibilitat d'aigua, que té fluctuacions estacionals. L'aigua la central de Sant Maurici procedeix de la fusió de neu durant el desgel, així com de les pluges de la primavera i la tardor. El factor de planta de les centrals alimentades per desgel tendeix a estar en una forquilla de valors de 0,25-0,17.